# Enfermedad de Riga-Fede

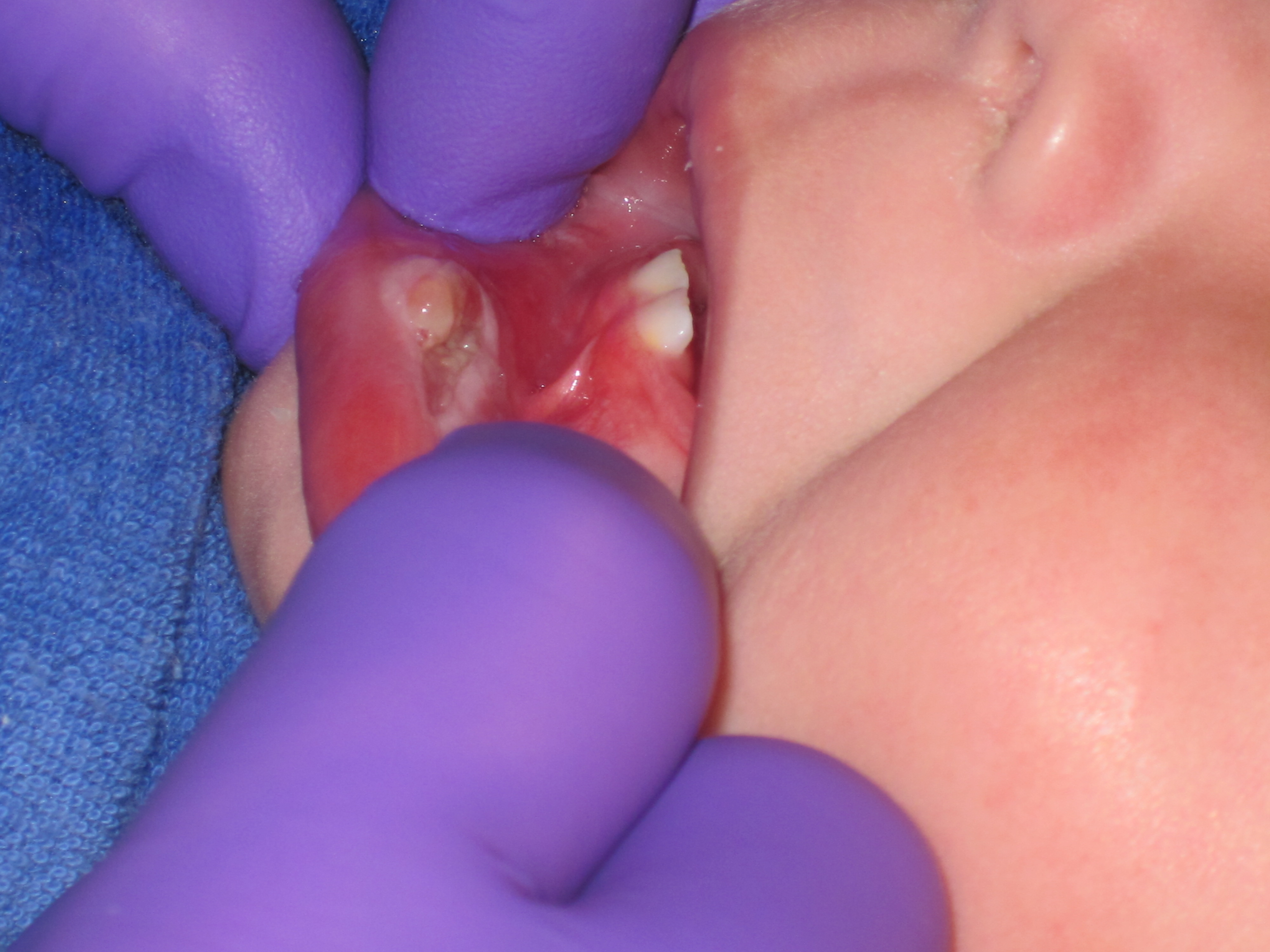
Labio inferior ulcerado de un bebé con la enfermedad de Riga-Fede

La enfermedad de Riga-Fede consiste en una ulceración del labio inferior o la cara ventral de la lengua de un niño menor de dos años secundaria a un traumatismo causado generalmente por un diente natal o neonatal. Es una enfermedad rara y benigna. Cuando se da en la lengua, dificulta la alimentación porque provoca dolor al succionar. Fue descrita por primera vez por el médico italiano Antonio Riga en 1881 y su histología, por Francesco Saverio Fede en 1890. Antiguamente solía darse en niños con tosferina que desarrollaban la enfermedad por el roce de los dientes durante los ataques de tos.
El tratamiento consiste en la protección de la lesión para favorecer su cicatrización. Cuando hay dientes neonatales está indicada la extracción  de estos.